# 黑鹃鵙
黑鹃鵙（学名：Campephaga flava）是山椒鸟科鹃鵙属的一种，分布于安哥拉、博茨瓦纳、布隆迪、刚果民主共和国、埃塞俄比亚、肯尼亚、马拉维、莫桑比克、纳米比亚、卢旺达、索马里、南非、苏丹、斯威士兰、坦桑尼亚、乌干达、赞比亚和津巴布韦。其自然栖息地为亚热带或热带的湿润低地森林、干燥疏林草原以及亚热带或热带的干燥疏灌丛。